# الساندرا روزالدو

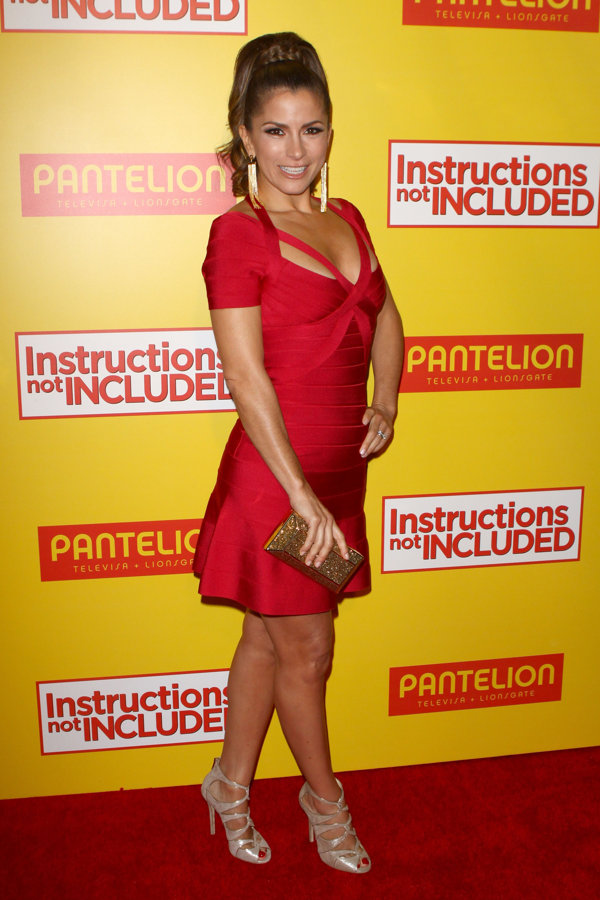

آلخاندرا سانچز باررو (مکزیکو سیتی، مکزیک، ۱۱ سپتامبر ۱۹۷۱)، که بیشتر با نام الساندرا روزالدو شناخته می‌شود، خواننده، ترانه‌سرا، بازیگر، رقصنده و مجری تلویزیونی مکزیکی است. او خواننده گروه Sentidos Opuestos است. در ژانویه ۲۰۱۴، الساندرا روزالدو و کمدین یوجنیو دربز، تنها یک سال پس از ازدواجشان، اعلام کردند که در انتظار اولین فرزند خود هستند. در ۴ اوت ۲۰۱۴، الساندرا اولین دخترش آیتانا را به دنیا آورد.